# مارسینگ (آیداهو)
مارسینگ (به انگلیسی: Marsing) شهری در شهرستان اوایهی ایالت آیداهوی آمریکا است که جمعیت آن در سرشماری سال ۲۰۱۰ میلادی ۱٬۰۳۱ نفر بوده است.

## موقعیت جغرافیایی
موقعیت جغرافیایی شهرها و مناطق اطراف به شرح زیر است: